# Kjell-Ole Haune
 (juin 2022).
La mise en forme du texte ne suit pas les recommandations de Wikipédia : il faut le « wikifier ».
Les points d'amélioration suivants sont les cas les plus fréquents. Le détail des points à revoir est peut-être précisé sur la page de discussion.
- Les titres sont pré-formatés par le logiciel. Ils ne sont ni en capitales, ni en gras.
- Le texte ne doit pas être écrit en capitales (les noms de famille non plus), ni en gras, ni en italique, ni en « petit »…
- Le gras n'est utilisé que pour surligner le titre de l'article dans l'introduction, une seule fois.
- L'italique est rarement utilisé : mots en langue étrangère, titres d'œuvres, noms de bateaux, etc.
- Les citations ne sont pas en italique mais en corps de texte normal. Elles sont entourées par des guillemets français : « et ».
- Les listes à puces sont à éviter, des paragraphes rédigés étant largement préférés. Les tableaux sont à réserver à la présentation de données structurées (résultats, etc.).
- Les appels de note de bas de page (petits chiffres en exposant, introduits par l'outil «  Source ») sont à placer entre la fin de phrase et le point final[comme ça].
- Les liens internes (vers d'autres articles de Wikipédia) sont à choisir avec parcimonie. Créez des liens vers des articles approfondissant le sujet. Les termes génériques sans rapport avec le sujet sont à éviter, ainsi que les répétitions de liens vers un même terme.
- Les liens externes sont à placer uniquement dans une section « Liens externes », à la fin de l'article. Ces liens sont à choisir avec parcimonie suivant les règles définies. Si un lien sert de source à l'article, son insertion dans le texte est à faire par les notes de bas de page.
- La présentation des références doit suivre les conventions bibliographiques. Il est recommandé d'utiliser les modèles {{Ouvrage}}, {{Chapitre}}, {{Article}}, {{Lien web}} et/ou {{Bibliographie}}. Le mode d'édition visuel peut mettre en forme automatiquement les références.
- Insérer une infobox (cadre d'informations à droite) n'est pas obligatoire pour parachever la mise en page.

Pour une aide détaillée, merci de consulter Aide:Wikification.
Si vous pensez que ces points ont été résolus, vous pouvez retirer ce bandeau et améliorer la mise en forme d'un autre article.
 (juin 2022).
Kjell-Ole Haune, né le 29 mars 1976, à Oslo, est un compositeur et producteur. Il est surtout connu pour avoir composé et produit Terje Vigen-The Musical, basé sur un poème d'Henrik Ibsen, et la comédie musicale TONIGHT, pour laquelle il a écrit l'histoire, les paroles et la musique. Il est le premier compositeur norvégien à avoir produit deux de ses propres comédies musicales dans le West End de Londres. Il a également produit le livre Terje Vigen, qui est la première publication de ce poème de Henrik Ibsen en anglais et en allemand, (publié par Fagbokforlaget). La traduction anglaise est de John Northam avec la traduction allemande d'Odd Jensen.

## Biographie
Haune est né en Norvège le 29 mars 1976, à Oslo. Il a commencé sa carrière musicale à l'âge de cinq ans lorsqu'il a rejoint St. Johannesguttene (chœur de garçons) en tant que plus jeune recruté par le directeur musical et chanteur d'opéra Svein Brun. À l'âge de 7 ans, il a commencé à prendre des cours de piano et à l'âge de 10 ans, il a rejoint la fanfare de l'école locale, Snarøya Skoles Musikkorps, où il a appris à jouer du baryton et plus tard de la batterie, la dernière à devenir son instrument principal.
Il a été l'un des premiers étudiants norvégiens à entrer et à être diplômé plus tard du Liverpool Institute of Performing Arts (LIPA) fondé par Sir Paul McCartney.

## TONIGHT, la comédie musicale
En 2000, à l'âge de 24 ans, il produit sa première comédie musicale TONIGHT dans le West End de Londres, au Peacock Theatre. (Haune avait écrit l'histoire, les paroles et la musique). La comédie musicale a ensuite été mise en scène dans la salle de concert d'Oslo où la musique a été interprétée par Kringkastningsorkestret (l'Orchestre symphonique de la radio nationale). Le spectacle a été diffusé par NRK Radio.

## Terje Vigen, la comédie musicale
En 2006, dans le cadre du 100e anniversaire d'Henrik Ibsen, Haune a composé la musique du poème d'Ibsen "Terje Vigen" et l'a transformée en une comédie musicale multimédia. Il était également responsable de la production du film pour Terje Vigen avec le producteur de films Bjørnar Fjeldvær et Randi-Margrethe Haune. Terje Vigen a fait une tournée en Norvège et a également joué à San Francisco aux États-Unis. En 2008, la comédie musicale Terje Vigen a été mise en scène au Arts Theatre du West End de Londres. Un CD a été enregistré en 2006 avec Rein Alexander.

## Autres activités
Haune a écrit des chansons pour divers artistes et a été invité à se produire pour des familles royales. En 2007, il a reçu une médaille d'or pour avoir créé la chanson la plus réussie pour une publicité radio en Norvège. Il a également été conférencier invité à la London School of Economics.

## Vie personnelle
Kjell-Ole était le fils aîné de Kjell Haune (père) et Snefrid Irene Haune (mère). Il a une sœur; Monica Christine Haune.
K-O Haune a déménagé à Liverpool, en Angleterre, au Royaume-Uni en 1996. De 2000 à 2017, Haune a vécu à Notting Hill, à Londres.
Il a épousé Randi-Margrethe Eliasen en 2005 et a eu trois enfants, Michelle Josephine Haune, Madeleine Angelina Haune et Maximillian William Henry Haune. En 2017, ils sont retournés en Norvège. Ils ont divorcé en 2018.
Haune vit actuellement à Fredrikstad, en Norvège et est maintenant en couple avec Annette Eri Norevik.